# Marnhagues-et-Latour
 Marnhagues-et-Latour  là một xã ở tỉnh Aveyron, thuộc vùng Occitanie ở miền nam nước Pháp.